# Kolec Topalli
Kolec Topalli (Shkodra, 1938. december 4. – Tirana, 2018. május 24.) albán nyelvész, pedagógus. Sajátosan 20. századi albán sors jutott osztályrészéül: az állampárti rendszer politikai okokból nem engedte Topallit a tudományos életpálya közelébe, a rendszerváltásig, ötvenkét éves koráig vidéki tanárként kereste kenyerét. Nyelvtudósi pályafutása csak 1991 után bontakozhatott ki, de ezt követően az albán nyelv történeti kutatásának vezető alakja, több hiánypótló monográfia szerzője, az Albán Tudományos Akadémia rendes tagja lett.

## Életútja
Az észak-albániai Shkodra városában született. Miután bátyja illegálisan külföldre szökött, tízéves korában családjával együtt Tepelenába internálták. A középiskolát csak később tudta elvégezni, majd 1964-ben a Shkodrai Tanárképző Főiskola albán nyelvi és irodalmi szakán diplomázott. A következő évtizedekben különböző iskolákban tanított Kukës, Lezha, Gramsh és Kruja városaiban. Ezzel párhuzamosan az 1970-es évek elejétől tudományos nyelvészeti kutatásokat végzett, de internálti múltjára tekintettel az állampárt sem tudósi pályája kibontakozását, sem eredményei publikálását nem engedélyezte. Nyelvtudósi ambícióinak kiteljesítésére csak a rendszerváltást követően, ötvenes éveiben kerülhetett sor. A korábbi évtizedekben elkészített doktori disszertációját 1991-ben védte meg.
1992 és 1997 között Sali Berisha köztársasági elnöki hivatalának főtitkára volt. 1997-től 2005-ig a tiranai Irodalmi és Nyelvtudományi Intézet tudományos munkatársaként tevékenykedett, ezt követően átmenetileg Albánia római nagykövetségén dolgozott tanácsosi rangban. 2007-ben részt vett az Albanológiai Tanulmányok Központja megszervezésében, majd 2014-ig az új tudományos intézet tudományos koordinátoraként dolgozott. 2010-ben egyúttal a shkodrai Gjon Buzuku Főiskola rektorává nevezték ki. Mindezzel párhuzamosan, 1994 és 2009 között történeti fonetikát oktatott a Tiranai Egyetemen.
Hosszú betegséget követően hetvenkilenc éves korában hunyt el Tiranában 2018. május 24-én. Búcsúztatására már másnap sor került a fővárosban, majd szülővárosában, Shkodrában helyezték örök nyugalomra.

## Munkássága
Nyelvtudósként elsősorban az albán nyelv történeti fonetikája és etimológiája iránt érdeklődött. A fonetika területén behatóan foglalkozott és külön monográfiákat szentelt az albán nyelv hangsúly- és mássalhangzórendszerének, nazális, zöngés, zár- és réshangjainak (valamint zár-réshangjainak), kettőshangzó sajátosságainak és történeti alakulásának. Egyéb történeti nyelvészeti munkáiban feltárta az albán nyelv névmás- és névelőrendszerének, névszó- és igeragozásának alaktani szempontú történeti változásait. Munkásságának egyik legkiemelkedőbb eredménye több évtizedes nyelvtörténeti kutatásait összegző albán etimológiai szótára, amellyel a halála előtti évben készült el. Topalli részt vett az európai nyelvészeti atlasz, az Atlas linguarum Europae albán szakbizottságának munkájában.
1991 után kibontakozó tudományos pályája során több mint 250 monográfiát, szakkönyvet, szakcikket és tanulmányt publikált, mintegy harminc hazai és külföldi szakfolyóirat szerkesztési munkálataiban vett részt. Százhúsz belföldi és ötvennyolc nemzetközi konferencián vett részt, számos európai egyetemen megfordult vendég előadóként.

### Társasági tagságai és elismerései
Tudományos eredményei elismeréseként 2008-ban megválasztották az Albán Tudományos Akadémia rendes tagjává, 2012-ben pedig a Koszovói Tudományos és Művészeti Akadémia külső tagja lett. Az Albanológiai Tanulmányok Központjának szenátusa tiszteletbeli professzorai sorába fogadta, az albán köztársasági elnöktől pedig a Nagymester (Mjeshtër i Madh) kitüntetést vehette át.
1993-ban a Nép Tanítója (Mësues i Popullit) kitüntető címben részesült. 2007-ben történeti fonetikai monográfiája kiérdemelte az Albán Kiválóság (Ekselenca Shqiptare) díjat, 2008-ban pedig Topalli az Albanológiai Díjat vehette át. Az albán tudományos körök etimológiai szótárát 2017-ben az év legjobb szakkiadványának választották.

### Főbb művei
- Theksi në gjuhën shqipe (’A hangsúly az albán nyelvben’). Tiranë: Shtëpia Botuese Enciklopedike. 1995.   530 o.
- Për historinë e hundorësisë së zanoreve në gjuhën shqipe (’Az albán nyelv nazális hangjainak történetéhez’). Tiranë: Shtëpia Botuese Enciklopedike. 1996.   195 o.
- Zhvillimi historik i diftongjeve të shqipes (’Az albán diftongusok történelmi fejlődése’). Tiranë: Toena. 1998.   417 o.
- Shndërrime historike në sistemin zanor të gjuhës shqipe (’Az albán nyelv hangrendszerének történeti alakulása’). Tiranë: Toena. 2000.   456 o.
- Sonantet e gjuhës shqipe (’Az albán nyelv zöngés hangjai’). Tiranë: Mësonjëtorja e Parë. 2001.  ISBN 99927-46-50-5  463 o.
- Mbylltoret e gjuhës shqipe (’Az albán nyelv zárhangjai’). Tiranë: Akademia e Shkencave. 2002.  ISBN 99927-783-1-8  386 o.
- Fërkimoret e afrikatet e gjuhës shqipe (’Az albán nyelv rés- és zár-réshangjai’). Tiranë: Akademia e Shkencave. 2003.  ISBN 99927-901-9-9  386 o.
- Dukuritë fonetike të sistemin bashtingëllor të gjuhës shqipe (’Az albán nyelv mássalhangzórendszerének fonetikai sajátosságai’). Tiranë: Shkenca. 2004.  ISBN 99927-938-8-0  327 o.
- Bazat e fonetikës historike të gjuhës shqipe (’Az albán nyelv történeti fonetikájának alapjai’). Tiranë: SHBLU. 2005.  ISBN 99927-0-369-5  172 o.
- Fonetika historike e gjuhës shqipe (’Az albán nyelv történeti fonetikája’). Tiranë: Dituria. 2007.  ISBN 99943-46-08-3  712 o.
- Evolucioni historik i përemrave të shqipes (’Az albán névmások történeti fejlődése’). Tiranë: Qendra Ndërkombëtare e Kulturës “Arbnori”. 2008.   292 o.
- Sistemi rasor i emrave të shqipes (’Az albán névszóragozás rendszere’). Tiranë: Plejad. 2009.   469 o.
- Nyjat e shqipes (’Az albán nyelv névelője’). Tiranë: Toena. 2009.   378 o.
- Sistemi foljor i gjuhës shqipe (’Az albán nyelv igei rendszere’). Tiranë: Plejad. 2010.   667 o.
- Gramatikë historike e gjuhës shqipe (’Az albán nyelv történeti nyelvtana’). Tiranë: Botimet Albanologjike. 2011.   1737 o.
- Bazat e gramatikës historike të gjuhës shqipe (’Az albán nyelv történeti nyelvtanának alapjai’). Tiranë: SHBLU. 2011.   302 o.
- Fjalor etimologjik i gjuhës shqipe (’Az albán nyelv etimológiai szótára’). Tiranë: Qendra e Studimeve Albanologjike. 2017.   1984 o.